# Marcia Freedman
Marcia Judith Freedman (hébreu : מרשה פרידמן ; née Prince ; 17 mai 1938 – 21 septembre 2021) est une militante américano-israélienne en faveur de la paix, des droits des femmes et des droits des homosexuels. En 1969, elle immigre en Israël où elle contribue à établir et à diriger le mouvement féministe dans les années 1970. Elle est membre de la Knesset de 1974 à 1977.

## Biographie
Née dans une famille juive à Newark, dans le New Jersey, le 17 mai 1938, Freedman obtient un BA du Bennington College et un MA de l'Université de New York,. Elle milite dans le mouvement américain des droits civiques entre 1960 et 1967. En 1969, elle immigre en Israël et s'implique rapidement dans l'activisme et la politique. Elle devient célèbre grâce à son action pour modifier les lois sur l'avortement et de sensibiliser au mouvement des droits civiques.
En 1973, le mouvement féministe décide de soutenir le mouvement Ratz (le mouvement des droits civiques) de Shulamit Aloni, et Freedman se voit attribuer la troisième place sur la liste du Ratz. Elle attire l’attention de Shulamit Aloni en raison de sa passion, de son engagement et de son enthousiasme pour le mouvement. Le parti remporte trois sièges aux élections législatives israéliennes de 1973 et Freedman devient membre de la Knesset. Ratz fusionne bientôt avec Ya'ad – Mouvement des droits civiques, mais Freedman et Aryeh Eliav se séparent pour former la Faction social-démocrate (rebaptisée plus tard Faction socialiste indépendante). Freedman siège à la Knesset de 1974 à 1977. Elle devient une fervente défenseure des mouvements pour les droits des homosexuels parce qu'elle révèle son homosexualité à sa fille et que celle-ci commence à s'éloigner d'elle.
Avant les élections de 1977, Freedman forme le Parti des femmes, bien qu'elle ne se soit pas présentée comme candidate. Le parti ne réussit pas à franchir le seuil électoral de 1%, mais il réussit à attirer le soutien du public en faveur des questions féminines. Lorsqu'elle était membre de la Knesset, Freedman s'exprimait ouvertement sur les questions féminines et attirait l'attention du public sur des questions qui n'avaient jamais été abordées publiquement en Israël, notamment la violence domestique, le cancer du sein, le viol, l'inceste et la prostitution adolescente. En outre, Freedman s’implique de plus en plus dans le débat sur la paix avec les Palestiniens. Cependant, dans son interview de 2015 avec l'American Jewish Peace Archive, elle a déclaré qu'elle « a été entraînée dans ce que j'appellerais des questions de politique étrangère parce que j'étais membre de la Knesset, et c'était totalement accidentel et imprévu » (à propos de son implication dans le conflit palestinien). Freedman est l’un des premiers partisans de la création d’un État palestinien indépendant. Elle est impliquée dans les communications avec l’Organisation de libération de la Palestine et soutient ce que l’on appelle aujourd’hui la solution à deux États.
Freedman contribue à créer un réseau de défense et de soutien pour les femmes en Israël. Elle est cofondatrice, avec Barbara Swersky et d'autres, du premier refuge pour femmes battues d'Israël, créé en 1977 à Haïfa. Freedman quitte Israël et retourne aux États-Unis en 1981. Elle vit de nouveau en Israël de 1997 à 2002 et fonde la Communauté des femmes apprenantes, qui dispense une formation en études féminines et en informatique,,.
Freedman est présidente fondatrice de Brit Tzedek v'Shalom,, une organisation pro-israélienne et pro-paix qui fusionne avec J Street en 2010,. Elle est également présidente du Festival du film juif de San Francisco.
Elle se marie avec Bill Freedman en 1961 et le mariage prend fin en 1975 ; ils ont une fille. Freedman est décédée le 21 septembre 2021, à l'âge de 83 ans,. 